# موشت
موشت (Mouchette) فیلمی فرانسوی در ژانر درام به کارگردانی روبر برسون بر اساس رمانی به همین نام از ژرژ برنانوس محصول سال ۱۹۶۷ است. این فیلم در جشنواره فیلم کن ۱۹۶۷ اکران شد، و همچنین برندهٔ جایزهٔ OCIC (سازمان بین‌المللی کاتولیک سینما و رسانه‌های سمعی بصری) شد.
موشت از فیلم‌های تحسین‌شدهٔ برسون است. مجموعه کرایتریون نسخهٔ دی‌وی‌دی این فیلم را منتشر کرده‌است که شامل پیش‌برده‌ای است که توسط ژان-لوک گدار ساخته شده‌است.

## خلاصه داستان
سرگذشت دختر ۱۴ ساله فقیری است که پدر و برادر قاچاقچی او، مادر مریضش، معلم خشن مدرسه و دوستان مدرسه‌اش با او خوب نیستند. سرانجام مردی به موشت تجاوز می‌کند. فیلم با خودکشی موشت همراه با موسیقی مونته وردی تمام می‌شود.

## بازیگران
علاوه بر ترجیح برسون به استفاده از بازیگران غیرحرفه‌ای، او همچنین علاقه داشت که از بازیگرانی استفاده کند که قبلاً با آن‌ها کار نکرده باشد. به جز یک مورد استثنای اصلی، یعنی ژان‌کلود گیلبرت که در فیلم ناگهان بالتازار نقش آرنولد را بازی کرده‌بود و در این فیلم نقش آرسنه را بازی کرد.
- نادین نورتیر در نقش موشت
- ژان‌کلود گیلبرت در نقش آرسنه
- ماری کاردینال در نقش مادر
- پل هبرت در نقش پدر
- ژان ویمنت در نقش متیو
- ماری سوسینی در نقش همسر متیو
- سوزان هوگنین در نقش کفن‌پیچ مرده‌ها
- مارین تریچت در نقش لوئیزا
- ریموند چابرون در نقش بقال

## استقبال
در سال ۱۹۶۷ موشت برندهٔ جایزهٔ OCIC (سازمان بین‌المللی کاتولیک سینما و رسانه‌های سمعی بصری) در جشنواره کن و جایزهٔ Pasinetti در جشنواره فیلم ونیز شد.
موشت توسط بسیاری از منتقدان در میان بهترین فیلم‌ها برسون در نظر گرفته شده‌است. در نظرسنجی منتقدان سایت اند ساوند در سال ۱۹۷۲ موشت در فهرست ۲۰ فیلم برتر قرار گرفت.
موشت توسط بسیاری از منتقدان به عنوان یکی از بهترین فیلم‌های برسون در نظر گرفته شده‌است. گزارش شده‌است که اینگمار برگمان کارگردان سوئدی این فیلم را ستایش کرده‌است و دوست داشته‌است. آندری تارکوفسکی فیلم‌ساز روس این فیلم را به عنوان یکی از ده فیلم مورد علاقه‌اش در تمام انتخاب کرده‌است.